# 神仙樹駅
神仙樹駅（しんせんじゅえき、中国語：神仙树站、英語：Shenxianshu Station）は中国四川省成都市武侯区中環路紫瑞大道段と神仙樹南路の交差点にある、成都地下鉄5号線と成都地下鉄7号線の駅。2017年6月2日に開業。駅名は、駅がある場所の地名『神仙樹』から名づけられた。　

## 歴史
- 2014年3月18日 - 7号線主要構造が完成[3]。
- 2016年10月31日 - 5号線主要構造が完成[4]。
- 2017年12月6日 - 7号線開業[2]。
- 2019年12月27日 - 5号線開業[5]。

## 駅内装
この駅は、7号線に5駅ある芸術駅の1つで、当駅周辺の文化や駅名の由来が神話的なものであることを考え、内装はイデオロギー的な要素を用いて『神仙樹』をイメージしてデザインされてある。

## 駅構造
島式ホーム1面2線の地下駅。主要構造面積1112万平方メートル、付属建物面積2325平方メートル、総建築面積13437万平方メートル。
| 地上      |                                   | 出入口                            |  |
| 地下 一階 | 駅ロビー                          | 安全検査、券売機、駅売店          |  |
| 地下 二階 |                                   | ■7号線 外回り （次の駅:火車南站） |  |
| 地下 二階 | 島式ホーム                        |                                   |  |
| 地下 二階 | ■7号線 内回り （次の駅:高朋大道） |                                   |  |

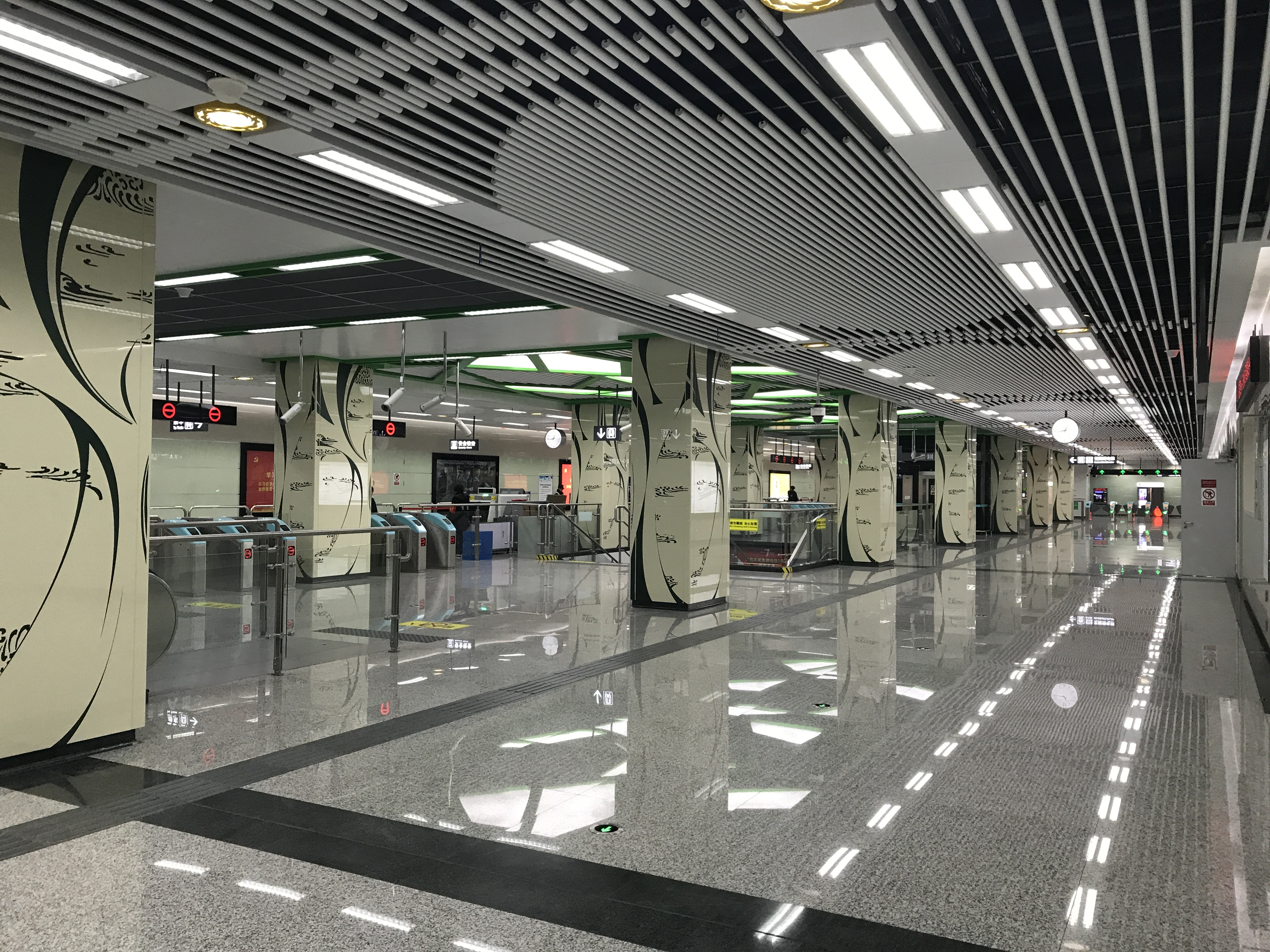
一階通路
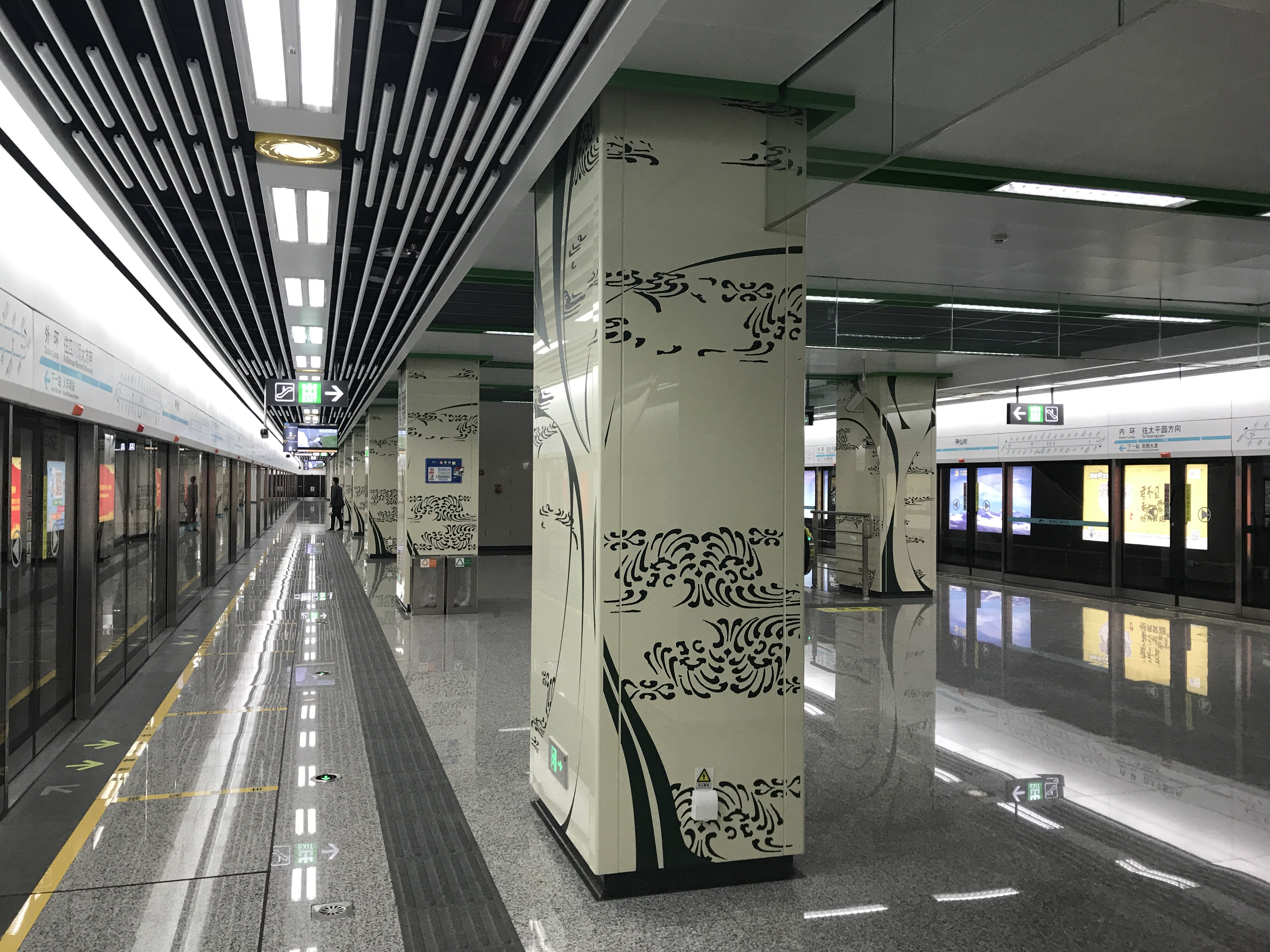
ホーム

## 出入口
出入口は2つある。
|                                               |      |                  |                                    |
| 出入口番号                                    | 設備 | 場所             | 出入口番号                         |
| 出口 · A                                      |      | 中環路紫瑞大道段 | 成都師範銀都小學紫薇校區、中海名城 |
| 出口 · C                                      |      | 中環路紫瑞大道段 | 神仙樹公園、成都新陣地高爾夫俱樂部 |
| 注： エレベーター \| 車椅子の昇降台 \| トイレ |      |                  |                                    |

## 隣の駅
成都地下鉄
■5号線
九興大道駅 - 神仙樹駅  - 石羊立交駅
■7号線
火車南站駅 - 神仙樹駅  - 高朋大道駅